# Parafia Wniebowzięcia Najświętszej Maryi Panny w Kazimierzu
Parafia Wniebowzięcia Najświętszej Maryi Panny – rzymskokatolicka parafia znajdująca się we wsi Kazimierz, w gminie Głogówek, w powiecie prudnickim, w województwie opolskim. Należy do dekanatu Głogówek diecezji opolskiej.